# Zetor 10541
Zetor 10541 Proxima Plus – ciągnik rolniczy czeskiej firmy Zetor z serii Proxima Plus, produkowany od 2006 roku.

## Dane techniczne
Silnik:
- Silnik: Zetor 1304, TIER II
- Moc nominalna przy prędkości 2200 obr./min 74/101 kW/KM
- Typ Turbodoładowany z intercoolerem
- Liczba cylindrów 4
- Filtr powietrza dwustopniowy
- Mocowanie tłumika przy kabinie
- Sprężarka

Skrzynia biegów:
- 16 do przodu/ 16 do tyłu (z rewersem)
- Skrzynia biegów synchronizowana
- Jednostopniowy wzmacniacz momentu
- Sterowanie wzmacniaczem Elektrohydrauliczne
- Prędkość 40 km/h

Hydraulika:
- Typ mechaniczna
- Regulacja podnośnika Siłowa, polowa, mieszana
- Rozdzielacz obiegu zewnętrznego dwusekcyjny (2+1)
- Udźwig podnośnika 41,5 kN
- Wydatek podnośnika hydraulicznego 50 l/min
- Filtr oleju hydrauliki

Wałek odbioru mocy:
- 540/1000 obr./min
- Typ sprzęgła Tarczowe mokre

Tylny most napędowy:
- Hamulce dyskowe mokre

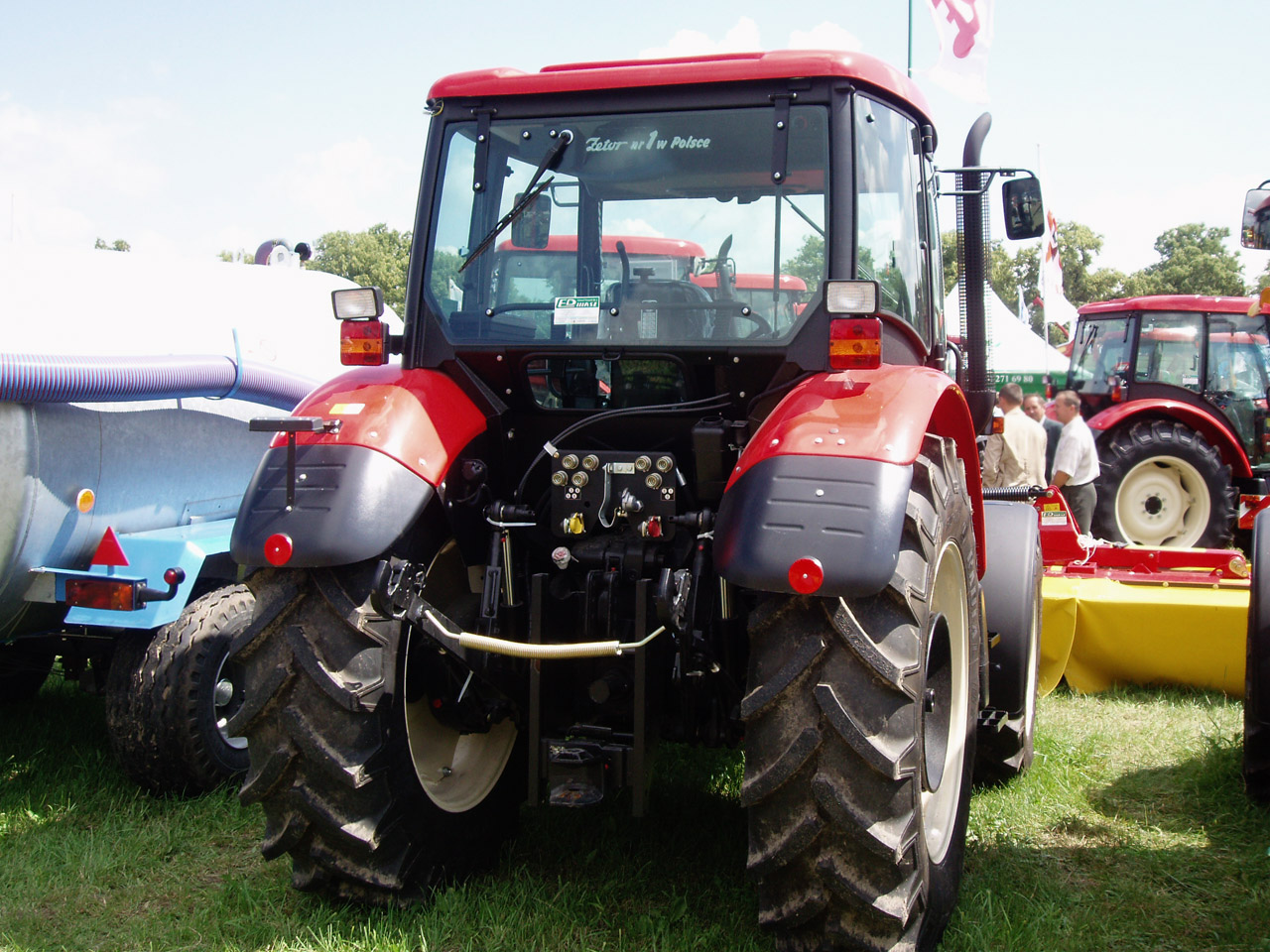
Zetor Proxima Plus 10541 z tyłu

- Blokada mechanizmu różnicowego	Załączana elektropneumatyczne

Tylny TUZ:
- Dolne ramiona kategorii II z hakami (CBM)
- Zaczep przesuwny sterowany

Instalacja elektryczna:
- 12 V
- Akumulator 165 Ah
- Alternator 95 Ah

Deska rozdzielcza:
- Wskaźnik obrotów z licznikiem Mth
- Wskaźnik paliwa, temperatury płynu chłodniczego
- Wskaźnik ciśnienia oleju z kontrolką